# Europäische Kauri

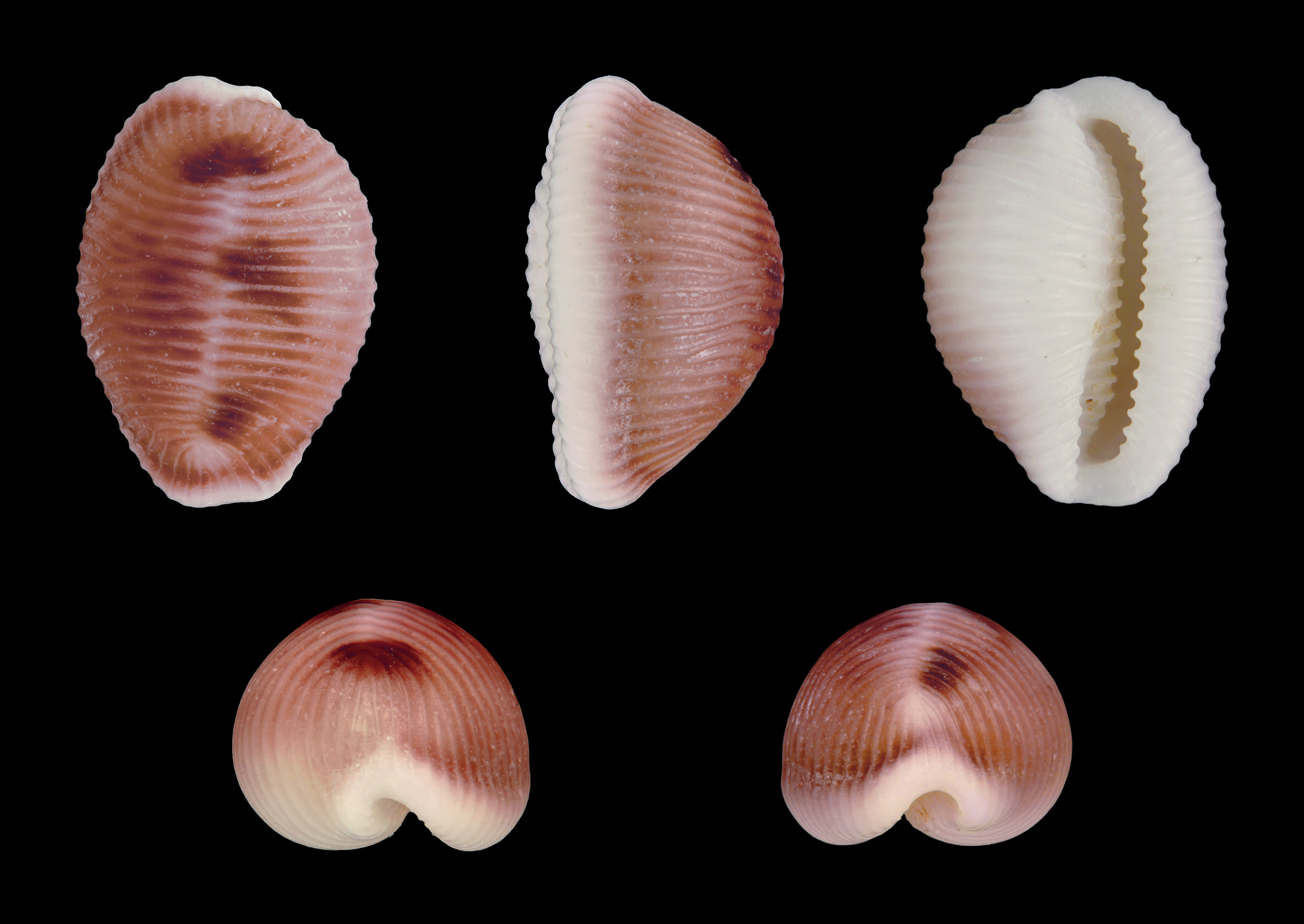
Gehäuse von Trivia monacha

Die Europäische Kauri (Trivia monacha) ist eine kleine Art von Schnecken aus der Familie Triviidae, die im nördlichen Atlantischen Ozean vorkommt und Seescheiden frisst.

## Aussehen
Die Europäische Kauri hat ein halbrundes, schmutzigweißes bis rötlich oder hellbraunes Gehäuse mit drei dunklen Punkten auf der Oberfläche. Das Gehäuse wird von einer feinen Riffelung aus 20 bis 30 quer verlaufenden feinen Graten gezeichnet, im Gegensatz zu anderen Familien der Kaurischnecken, deren Gehäuseoberfläche glatt oder mit Skulpturen und Stacheln versehen ist. Der letzte Umgang überwächst und verdeckt alle älteren Windungen. Die Schale wird bei einer ausgewachsenen Schnecke bis zu 15 mm lang und etwa 8 mm breit. Die Gehäusemündung ist lang und schmal. Das Aussehen der Art ähnelt dem der Arktischen Kauri (Trivia arctica), die allerdings ein reinweißes Gehäuse hat.
Der Körper der Schnecke sieht aus wie bei Trivia arctica, doch hat das Männchen einen fadenförmigen, zylindrischen Penis. Der dunkle Mantel ist mit wenigen Papillen bedeckt, deren Spitzen meist blass gelb sind, in einen langen Sipho ausgezogen und bedeckt die ganze oder fast die ganze Schale. Der Fuß ist orange oder hellgelb. Die admedianen Zähne der Radula weisen keine Zähnchen auf.

## Verbreitung
Die Schnecke lebt auf Hartböden unterhalb der Gezeitenzone im Mittelmeer und Atlantik bis zur Nordsee, wobei sie insbesondere in den südlichen Teilen des Verbreitungsgebietes häufig ist.

## Lebenszyklus
Die Schnecken sind getrenntgeschlechtlich. Die Paarungszeit ist im späten Frühling und Sommer. Das Männchen begattet das Weibchen mit seinem Penis. Aus den Eiern schlüpfen Veliger-Larven mit einem sehr dunklen Darmkanal, deren Velum zwei geringfügig eingeschnittene Lappen aufweist und die nach einer etwa fünf- bis sechsmonatigen Phase als frei schwimmendes Zooplankton zu kriechenden Jungschnecken metamorphosieren.

## Lebensweise
Die Europäische Kauri ernährt sich von Seescheiden (Botryllus schlosseri, Botrylloides leachi und Diplosoma listerianum), die mit der Raspelzunge angefressen werden können. Das Innere der Seescheiden dient den Schnecken als Ablage für die Eikapseln, die bis zu 800 Eier enthalten.